# Sallenelles
Sallenelles – miejscowość i gmina we Francji, w regionie Normandia, w departamencie Calvados.
Według danych na rok 1990 gminę zamieszkiwało 240 osób, a gęstość zaludnienia wynosiła 192 osoby/km² (wśród 1815 gmin Dolnej Normandii Sallenelles plasuje się na 650. miejscu pod względem liczby ludności, natomiast pod względem powierzchni na miejscu 1111.).

## Współpraca
Miejscowość partnerska:
- Brunehaut, Belgia